# 汪和
汪和（1476年—？），字惟節，浙江紹興府餘姚縣人，民籍，明朝政治人物。

## 生平
弘治十七年（1504年）甲子科浙江鄉試第四十二名舉人。弘治十八年（1505年）中式乙丑科會試第一百十一名，三甲第一百四十一名進士。授乐平县知县，擢大理寺评事，升寺副，官至河南按察司佥事。

## 家族
曾祖汪彥端，縣丞；祖父汪勉，貢士；父汪洋，赠大理寺副。前母蘇氏；母嚴氏；繼母楊氏。重庆下。兄汪棨、汪集（字惟義，號玉丘，官至南安府通判）、汪保。